# 베토나
베토나(이탈리아어: Bettona)는 이탈리아 움브리아주 페루자도에 위치한 코무네다. 토르자노에서 동쪽으로 5km, 아시시에서 서남쪽 12km 거리에 있다.

## 역사
이 마을은 에트루리아인들의 거주지를 기원으로 한다.

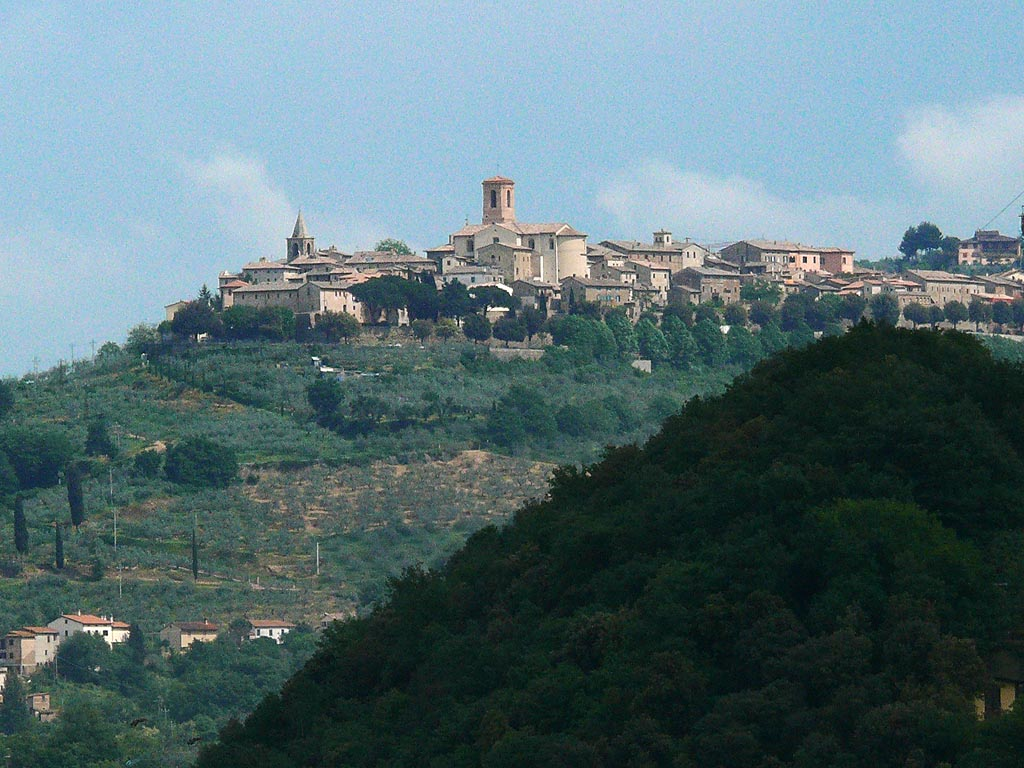
베토나의 풍경.

베토나는 단 한번 주교구가 된적이 있다. 반면에 이곳에는 두 다른 주교에 관한 전설이 내려오는데, 역사적으로 증명이 된것은 서기 465년에 교황 힐라리오 자리에 오르고 종교회의를 참가한 가우덴티우스이다.